# Kaple svaté Barbory (Buchlovice)
Kaple svaté Barbory (lidově pojmenovaná Barborka) je raně barokní stavba z let 1672–1673 na vrchu Modla v Chřibech nedaleko hradu Buchlov, 3 km od městyse Buchlovice, na jehož katastrálním území se nachází. Sloužila jako pohřebiště majitelů buchlovského panství – Petřvaldských z Petřvaldu a Berchtoldů z Uherčic a také jako poutní místo. Od roku 1945 je v majetku státu a je památkově chráněná. Spravuje ji Národní památkový ústav a je veřejnosti přístupná.

## Historie a architektura

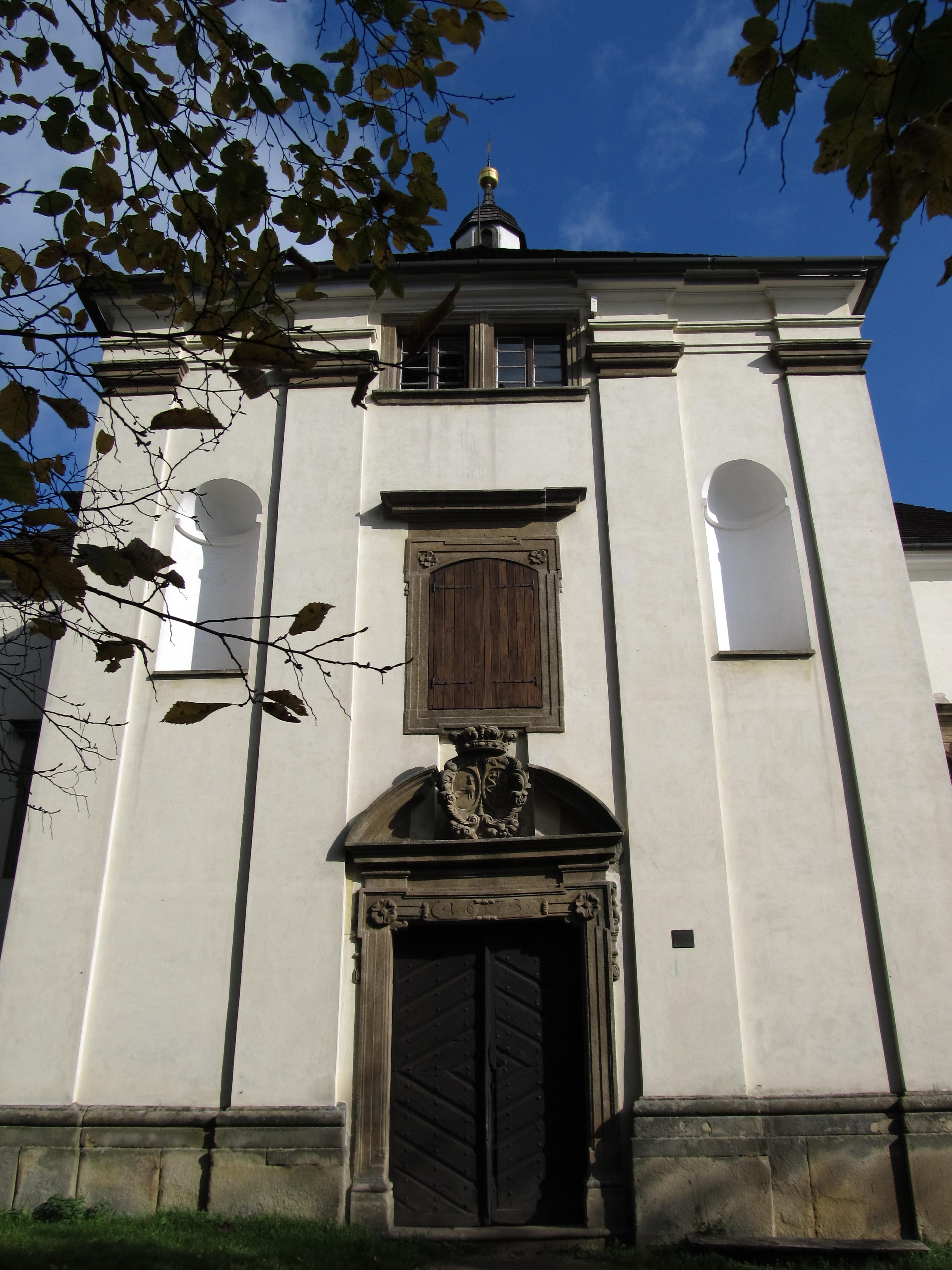
Vstupní portál do kaple s erby Petřvaldských a Berchtoldů

Původní raně gotická kaple vznikla ve 13. století. Architektonické články z tohoto období byly druhotně využity ve zdivu současné stavby. První písemná zmínka o kapli pochází z roku 1412.
Majitel buchlovského panství Hanuš Zikmund Petřvaldský z Petřvaldu se zasloužil o výstavbu nové raně barokní (pozdně manýristické) kaple v letech 1672–1673. Zakládací listina z roku 1672, která byla napsána latinsky, byla objevena ve věžní makovici v devadesátých letech 20. století. Hanuše Zikmunda a jeho manželku připomíná alianční znak Petřvaldských a Serényiů nad vstupním portálem na západní straně. Součástí komplexu měl být i klášter trinitářů pro šest řeholníků, od jeho stavby se však pro finanční náročnost nebo z důvodu nedostatku vody na kopci ustoupilo. Přesto se ze započaté stavby zachovala část základového zdiva. Za autora projektu býval dříve nejčastěji označován italský architekt Giovanni Pietro Tencalla (1629–1702), podle novější literatury autorem návrhu kaple mohl být Jan Křtitel Erna (1625–1698).
Volně stojící kaple je vystavěna na půdorysu rovnoramenného kříže s pravoúhlými závěry a s centrální osvětlovací kopulí. Pod stavbou byly vybudovány čtyři hrobky, kde našli místo posledního odpočinku někteří bývalí majitelé buchlovského panství – Petřvaldové a Berchtoldové. Také jsou zde, za hlavním vstupem pod podlahou, pohřbeni mniši řádu sv. Františka, jejichž poustevna se nacházela poblíž. Do dvacátých let 20. století se starali o údržbu a bezpečnost kaple.
Za vlády Josefa II. (od roku 1784) byla kaple na nějakou dobu uzavřena. Dne 25. června 1896 zapálil kapli blesk.
Dodnes se u kaple odbývají dvě poutní bohoslužby, a to na svátky Nejsvětější Trojice v červnu a Nanebevzetí Panny Marie v srpnu.
Poblíž kaple se nachází socha Panny Marie s dítětem asi z přelomu 17. a 18. století.

## Vnitřní zařízení
Hlavní oltář kaple pochází z přelomu 17. a 18. století a byl přivezen z Velehradského kláštera, který zrušil císař Josef II. Zdejší původní oltář byl přesunut v roce 1923 do farního kostela sv. Martina v Buchlovicích.
Postranní retabulové oltáře pochází z osmdesátých let 17. století. Na severní straně je obraz sv. Ludmily z konce 19. století, zatímco na jižní straně je barokní oválný obraz sv. Zikmunda z poloviny 18. století. Vyřezávaná pozlacená přízední kazatelna byla zhotovena kolem roku 1700 nebo v polovině 18. století. Na stěnách visí posmrtné portréty členů rodiny Berchtoldů od uherskohradišťského malíře Františka Dorazila. Portréty zobrazují zesnulého Zikmunda I. a jeho manželku Ludmilu, jejich dceru Warburgu a Zikmundova mladšího bratra Antonína. Dříve bývaly vystaveny v druhém poschodí východní věže hradu Buchlov, kde se dodnes nachází proslulá buchlovská mumie. Varhany pochází z farního kostela v Buchlovicích a sem byly převezeny ve 30. letech 20. století.
K nepřehlédnutelným součástem interiéru patří náhrobky, z nichž vyniká novorenesanční bíločerný mramorový náhrobek Zikmunda II. a jeho ženy Josefíny. Zdobí ho pozdně renesanční majolikový reliéf Madony s žehnajícím Ježíškem z Itálie z dvacátých let 16. století od florentského sochaře Giovanniho della Robbia (1469–1529). Do Buchlovic se dostal v roce 1900, kdy ho Leopold II. Berchtold koupil od pařížského antikváře. Reliéf lemuje květinová a ovocná girlanda.

## Seznam pohřbených
V hrobce bylo pohřbeno na 20 příslušníků šlechtických rodů Petřvaldských a Berchtoldů. Ostatky Petřvaldských byly uloženy pod bočními oltáři, zatímco Berchtoldů pod hlavním oltářem a sakristií. Na počátku 20. století (1910) byla hrobka upravena a byl vybudován samostatný venkovní vchod do Berchtoldské hrobky. Naposledy se zde pohřbívalo v listopadu 1942.
Z jiných rodů byl pod kaplí pohřben např. generální komisař řádu trinitářů Josef (1606–1673), původem ze Španělska. Dále pak Anna Švíková z Lukonos, manželka Jaroslava Valkona z Adlaru, jejíž náhrobek z roku 1580 se nachází pod chórovou emporou.
Otec zakladatelů české a moravské větve Prosper Antonín Berchtold z Uherčic (1720–1807), kterého proslavil deník z cesty k sultánovi Osmanské říše Mahmudu I., byl pochován v kryptě kostela Nejsvětější Trojice v Neznašově.
Národní buditel, lékař a botanik, nevlastní bratr Leopolda I. Bedřich Všemír Berchtold z Uherčic (1781–1876) byl podle svého přání pochován na hřbitově v Buchlovicích mezi prostými lidmi.

### Chronologicky podle data úmrtí
V tabulce jsou uvedeny základní informace o pohřbených. Fialově jsou vyznačeni příslušníci rodu Petřvaldských, zeleně Berchtoldů a žlutě jsou vyznačeny přivdané manželky, pokud zde byly pohřbeny. Červeně jsou zvýrazněni majitelé buchlovského panství, od roku 1848 statku. Generace u Petřvaldských z Petřvaldu jsou počítány od Hanuše "Jana" († po 1416). U Berchtoldů z Uherčic jsou počítány od Jana Jakuba († 1641), který byl císařem povýšen do rytířského stavu v roce 1626 a do stavu svobodných pánů v roce 1633, zakoupil panství Uherčice a další statky na Moravě a v Čechách, pohřben byl ve vídeňské katedrále svatého Štěpána. U manželek je generace v závorce a týká se generace manžela. Děti jsou vypsány v poznámce u matky, avšak pokud byla matka pohřbena jinde, jsou děti uvedeny v poznámce u otce.
| Po-řadí | Gene-race | Jméno pohřbeného                                    | Datum a místo narození                      | Otec                                                                                             | Datum a místo sňatku, choť                                                                                                 | Pohřeb a uložení do hrobky                                                   | Poznámky |
| Po-řadí | Gene-race | Jméno pohřbeného                                    | Datum a místo úmrtí                         | Matka                                                                                            | Datum a místo sňatku, choť                                                                                                 | Pohřeb a uložení do hrobky                                                   | Poznámky |
| ------- | --------- | --------------------------------------------------- | ------------------------------------------- | ------------------------------------------------------------------------------------------------ | --- | ---------------------------------------------------------------------------- | --- |
| 1.      | (8.)      | Anna Marie Serényiová                               |                                             | Gabriel Serényi de Kis-Serény 1615 – 6. 5. 1664 Brno                                             | 24. 7. 1650: Hanuš Zikmund Petřvaldský z Petřvaldu (č. 2)                                                                  |                                                                              | Pohřbena se třemi dětmi. Její dědeček František Serényi († 1621) opustil Uhry a v roce 1593 získal moravský inkolát. Její otec Gabriel Serényi vlastnil Nový Světlov, Kunín (tehdy Kunvald), Milotice, Zlín a Lomnici, v roce 1623 získal český inkolát, v roce 1638 byl s bratrem povýšen do starožitného panského stavu a v roce 1656 byl povýšen do českého hraběcího stavu. Na Moravě zastával úřad nejvyššího zemského sudího, nejvyššího zemského komorníka a moravského zemského hejtmana. Anně Marii se narodilo šest dětí, ale jen dva synové se dožili dospělosti: - 1. Amand Ferdinand Milota (1653–1724) - 2. Jan Dětřich Gerard (1658–1734; č. 4) |
| 1.      | (8.)      | Anna Marie Serényiová                               | 1678 nebo 21. 6. 1698                       | Alžběta Zahrádecká ze Zahrádek † 1665                                                            | 24. 7. 1650: Hanuš Zikmund Petřvaldský z Petřvaldu (č. 2)                                                                  |                                                                              | Pohřbena se třemi dětmi. Její dědeček František Serényi († 1621) opustil Uhry a v roce 1593 získal moravský inkolát. Její otec Gabriel Serényi vlastnil Nový Světlov, Kunín (tehdy Kunvald), Milotice, Zlín a Lomnici, v roce 1623 získal český inkolát, v roce 1638 byl s bratrem povýšen do starožitného panského stavu a v roce 1656 byl povýšen do českého hraběcího stavu. Na Moravě zastával úřad nejvyššího zemského sudího, nejvyššího zemského komorníka a moravského zemského hejtmana. Anně Marii se narodilo šest dětí, ale jen dva synové se dožili dospělosti: - 1. Amand Ferdinand Milota (1653–1724) - 2. Jan Dětřich Gerard (1658–1734; č. 4) |
| 2.      | 8.        | Hanuš Zikmund Petřvaldský z Petřvaldu               | 20. 11. 1626                                | Bernard Diviš Petřvaldský z Petřvaldu † 16. 1. 1644                                              | Kateřina Želecká z Počenic                                                                                                 |                                                                              | Dne 7. června 1650 byl povýšen do panského stavu Českého království, což bylo 24. května 1658 rozšířeno na starožitný panský stav. Vlastnil Buchlov, Žeravice, Střílky, Roštín a Dolní Moštěnice (dnes součást Hýsel). Stavebník kaple sv. Barbory (1672–1673). |
| 2.      | 8.        | Hanuš Zikmund Petřvaldský z Petřvaldu               | 24. 7. 1688 nebo 21. 6. 1698                | Kunhuta "Kateřina" Prakšická ze Zástřizl 26. 7. 1603 – 1654                                      | 24. 7. 1650: Anna Marie Serényiová (č. 1)                                                                                  |                                                                              | Dne 7. června 1650 byl povýšen do panského stavu Českého království, což bylo 24. května 1658 rozšířeno na starožitný panský stav. Vlastnil Buchlov, Žeravice, Střílky, Roštín a Dolní Moštěnice (dnes součást Hýsel). Stavebník kaple sv. Barbory (1672–1673). |
| 3.      | (9.)      | Anežka Eleonora Colonnová z Felsu                   | 7. 11. 1672                                 | Gustav Colonna z Felsu 1630–1686                                                                 | 1692: Jan Dětřich Petřvaldský z Petřvaldu (č. 4)                                                                           |                                                                              | Její dědeček Kašpar Volfgang Colonna z Felsu (1594–1666) byl v roce 1656 povýšen do dědičného říšského hraběcího stavu. Pro ni byl vybudován zámek v Buchlovicích. Porodila tři děti: - 1. Kateřina, provd. Kozová z Hradiště (1692–?) - 2. Zikmund Karel (1693–1751; č. 5) - 3. Amand Antonín (asi 1696–1761), stavebník barokního hřbitova ve Střílkách. |
| 3.      | (9.)      | Anežka Eleonora Colonnová z Felsu                   | 25. 9. 1716                                 | Anna Marie (Markéta) z Schellendorfu † 20. 6. 1723                                               | 1692: Jan Dětřich Petřvaldský z Petřvaldu (č. 4)                                                                           |                                                                              | Její dědeček Kašpar Volfgang Colonna z Felsu (1594–1666) byl v roce 1656 povýšen do dědičného říšského hraběcího stavu. Pro ni byl vybudován zámek v Buchlovicích. Porodila tři děti: - 1. Kateřina, provd. Kozová z Hradiště (1692–?) - 2. Zikmund Karel (1693–1751; č. 5) - 3. Amand Antonín (asi 1696–1761), stavebník barokního hřbitova ve Střílkách. |
| 4.      | 9.        | Jan Dětřich Petřvaldský z Petřvaldu                 | 22. 7. 1658                                 | Hanuš Zikmund Petřvaldský z Petřvaldu (č. 2)                                                     | 1692: Anežka Eleonora Colonnová z Felsu (č. 3)                                                                             |                                                                              | Majitel panství Buchlov a Žeravice, Tovačov a lenního statku Horní Moštěnice. Stavebník zámku v Buchlovicích. Druhá manželka držela panství Chotoviny na Táborsku. |
| 4.      | 9.        | Jan Dětřich Petřvaldský z Petřvaldu                 | 1734                                        | Anna Marie Serényiová (č. 1)                                                                     | 19. 2. 1719: Marie Anna z Nostitz, ovdovělá hraběnka z Götzu (von Götzen) † 1746                                           |                                                                              | Majitel panství Buchlov a Žeravice, Tovačov a lenního statku Horní Moštěnice. Stavebník zámku v Buchlovicích. Druhá manželka držela panství Chotoviny na Táborsku. |
| 5.      | 10.       | Zikmund Karel Petřvaldský z Petřvaldu               | 1693                                        | Jan Dětřich Petřvaldský z Petřvaldu (č. 4)                                                       | 9. 2. 1721: Marie Krescencie ze Schrattenbachu (č. 6)                                                                      |                                                                              | Majitel panství Buchlov a Žeravice (1734–1751). |
| 5.      | 10.       | Zikmund Karel Petřvaldský z Petřvaldu               | 14. 1. 1751                                 | Anežka Eleonora Colonnová z Felsu (č. 3)                                                         | 9. 2. 1721: Marie Krescencie ze Schrattenbachu (č. 6)                                                                      |                                                                              | Majitel panství Buchlov a Žeravice (1734–1751). |
| 6.      | (10.)     | Marie Krescencie ze Schrattenbachu                  | 24. 3. 1700 Štýrský Hradec                  | Oto Jindřich ze Schrattenbachu kolem 1675 – 19. 12 1733                                          | 9. 2. 1721: Zikmund Karel Petřvaldský z Petřvaldu (č. 5)                                                                   |                                                                              | Sestra salcburského arcibiskupa Zikmunda Kryštofa ze Schrattenbachu (1698–1771), olomouckého kanovníka a brněnského probošta Jana Jiřího Rudolfa ze Schrattenbachu (1701–1751) a moravského zemského hejtmana Františka Antonína ze Schrattenbachu (1712–1783). Porodila následující děti: - 1. Marie Eleonora (Agnes; 1725–1800), ultima familiae - 2. Marie Terezie Eleonora, provd. Otislavová z Kopenic a poté Berchtoldová z Uherčic (1727–1768; č. 8) - 3. Bernard Jan Nepomuk (1734–1763; č. 7) |
| 6.      | (10.)     | Marie Krescencie ze Schrattenbachu                  | 17. 8. nebo 17. 7. 1755 Žeravice            | Anna Terezie z Wildenstein-Kahlstorfu † 1737                                                     | 9. 2. 1721: Zikmund Karel Petřvaldský z Petřvaldu (č. 5)                                                                   |                                                                              | Sestra salcburského arcibiskupa Zikmunda Kryštofa ze Schrattenbachu (1698–1771), olomouckého kanovníka a brněnského probošta Jana Jiřího Rudolfa ze Schrattenbachu (1701–1751) a moravského zemského hejtmana Františka Antonína ze Schrattenbachu (1712–1783). Porodila následující děti: - 1. Marie Eleonora (Agnes; 1725–1800), ultima familiae - 2. Marie Terezie Eleonora, provd. Otislavová z Kopenic a poté Berchtoldová z Uherčic (1727–1768; č. 8) - 3. Bernard Jan Nepomuk (1734–1763; č. 7) |
| 7.      | 11.       | Bernard Jan Nepomuk Petřvaldský z Petřvaldu         | 24. 5. 1734 nebo 1735 nebo 24. 5. 1743 Brno | Zikmund Karel Petřvaldský z Petřvaldu (č. 5)                                                     | |                                                                              | Císařský komoří, majitel panství Buchlov (1751–1763) a po strýci Amandu (Amatu) Antonínovi zdědil v roce 1761 Střílky, Roštín, Cetechovice, Dolní Moštěnice, Kostelec, Přerov, Tovačov a Žádovice. Na jeho dominiu se nacházel hrad Buchlov, devět zámků, dvě města, osm městeček a 39 vsí. Ultimus familiae, zemřel za neobjasněných okolností. Jeho barokní náhrobek se nachází u postranního oltáře na pravé straně. |
| 7.      | 11.       | Bernard Jan Nepomuk Petřvaldský z Petřvaldu         | 15. 5. 1763                                 | Marie Krescencie ze Schrattenbachu (č. 6)                                                        | |                                                                              | Císařský komoří, majitel panství Buchlov (1751–1763) a po strýci Amandu (Amatu) Antonínovi zdědil v roce 1761 Střílky, Roštín, Cetechovice, Dolní Moštěnice, Kostelec, Přerov, Tovačov a Žádovice. Na jeho dominiu se nacházel hrad Buchlov, devět zámků, dvě města, osm městeček a 39 vsí. Ultimus familiae, zemřel za neobjasněných okolností. Jeho barokní náhrobek se nachází u postranního oltáře na pravé straně. |
| 8.      | 11.       | Marie Terezie Petřvaldská z Petřvaldu               | 14. 1. 1727                                 | Zikmund Karel Petřvaldský z Petřvaldu (č. 5)                                                     | 1741: Leopold Otislav z Kopenic († 1750)                                                                                   |                                                                              | Zemřela tragicky, nedaleko hradu Buchlova se zabila pádem z koně. Porodila následující děti: - 1. František Mořic (1756–1799) - 2. Leopold I. (1759–1809; č. 9), zakladatel moravské větve Berchtoldů - 3. Karel Gustav (1761–1813), zakladatel české větve Berchtoldů Druhý manžel byl pohřben v Tučapech. |
| 8.      | 11.       | Marie Terezie Petřvaldská z Petřvaldu               | 1768                                        | Marie Krescencie ze Schrattenbachu (č. 6)                                                        | 1754: Prosper Antonín Berchtold z Uherčic 20. 11. 1720 Znojmo – 27. 4. 1807 Tučapy                                         |                                                                              | Zemřela tragicky, nedaleko hradu Buchlova se zabila pádem z koně. Porodila následující děti: - 1. František Mořic (1756–1799) - 2. Leopold I. (1759–1809; č. 9), zakladatel moravské větve Berchtoldů - 3. Karel Gustav (1761–1813), zakladatel české větve Berchtoldů Druhý manžel byl pohřben v Tučapech. |
| 9.      | 6.        | Leopold I. František Berchtold z Uherčic            | 19. 7. 1759 Stráž nad Nežárkou              | Prosper Antonín Berchtold z Uherčic 20. 11. 1720 Znojmo – 27. 4. 1807 Tučapy                     | 1796: Marie Johana z Magnis 1772 – 1814 Brno                                                                               | Pochován 27. 7. 1809 za přítomnosti 20 kněží v rodinné hrobce u sv. Barbory. | Majitel buchlovského panství (1800–1809), které zdědil po své tetě Marii Eleonoře Petřvaldské z Petřvaldu. Cestovatel, lékař a filantrop se při pomoci druhým nakazil tyfem a této nákaze ve věku 50 let podlehl. Jeho empírový náhrobek z roku 1809 se nachází na epištolní straně hlavního oltáře. Narodily se mu tři děti: - 1. Zikmund I. (1799–1869; č. 13) - 2. Antonín (1801–1863; č. 11) - 3. Marie Františka (?–?, po necelém roce zemřela) |
| 9.      | 6.        | Leopold I. František Berchtold z Uherčic            | 26. 7. 1809 Smraďavka                       | Marie Terezie Petřvaldská z Petřvaldu (č. 8)                                                     | 1796: Marie Johana z Magnis 1772 – 1814 Brno                                                                               | Pochován 27. 7. 1809 za přítomnosti 20 kněží v rodinné hrobce u sv. Barbory. | Majitel buchlovského panství (1800–1809), které zdědil po své tetě Marii Eleonoře Petřvaldské z Petřvaldu. Cestovatel, lékař a filantrop se při pomoci druhým nakazil tyfem a této nákaze ve věku 50 let podlehl. Jeho empírový náhrobek z roku 1809 se nachází na epištolní straně hlavního oltáře. Narodily se mu tři děti: - 1. Zikmund I. (1799–1869; č. 13) - 2. Antonín (1801–1863; č. 11) - 3. Marie Františka (?–?, po necelém roce zemřela) |
| 10.     | 8.        | Valburga Berchtoldová z Uherčic                     | 13. 8. 1829 Buchlovice                      | Zikmund I. Berchtold z Uherčic (č. 13)                                                           | 27. 6. 1852 Vídeň: Bedřich z Hartigu 3. 11. 1818 Vídeň – 5. 8. 1877 Klobenstein am Ritten                                  | Pohřbena 24. 2.1856                                                          | Zemřela v šestinedělí krátce po úmrtí prvorozené dcery Marie Anny (7. 2.1856 –?). Připomíná ji mramorová deska nad náhrobkem jejích rodičů. |
| 10.     | 8.        | Valburga Berchtoldová z Uherčic                     | 21. 2. 1856 Buchlovice                      | Ludmila Wratislavová z Mitrowicz (č. 12)                                                         | 27. 6. 1852 Vídeň: Bedřich z Hartigu 3. 11. 1818 Vídeň – 5. 8. 1877 Klobenstein am Ritten                                  | Pohřbena 24. 2.1856                                                          | Zemřela v šestinedělí krátce po úmrtí prvorozené dcery Marie Anny (7. 2.1856 –?). Připomíná ji mramorová deska nad náhrobkem jejích rodičů. |
| 11.     | 7.        | Antonín Berchtold z Uherčic                         | 13. 4. 1801                                 | Leopold I. František Berchtold z Uherčic (č. 9)                                                  | | Pohřben v kryptě 2. 1. 1864.                                                 | c. k. komoří, zemřel na vysílení. |
| 11.     | 7.        | Antonín Berchtold z Uherčic                         | 28. 12. 1863 Vídeň                          | Marie Johana z Magnis 1772 – 1814 Brno                                                           | | Pohřben v kryptě 2. 1. 1864.                                                 | c. k. komoří, zemřel na vysílení. |
| 12.     | (7.)      | Ludmila Wratislavová z Mitrowicz                    | 26. 7. 1808 Praha                           | František Josef Wratislav z Mitrowicz 5. 8. 1775 – 10. 4. 1849                                   | 23. 10. 1828 Konopiště: Zikmund I. Berchtold z Uherčic (č. 13)                                                             | Pochována v kryptě 4. 8. 1869.                                               | Dáma Řádu hvězdového kříže. Narodily se jí tři děti: - 1. Zikmund II. (1834–1900; č. 15) - 2. Valburga, provd. Hartigová (Walpurgis; 1829–1856; č. 10) - 3. Ludmila, provd. de la Fontaine und d'Harnoncourt-Unverzagt (1831–1915) |
| 12.     | (7.)      | Ludmila Wratislavová z Mitrowicz                    | 2. 8. 1869 Buchlov                          | Antonie ze Sterndahlu 25. 1. 1782 – 27. 6. 1851                                                  | 23. 10. 1828 Konopiště: Zikmund I. Berchtold z Uherčic (č. 13)                                                             | Pochována v kryptě 4. 8. 1869.                                               | Dáma Řádu hvězdového kříže. Narodily se jí tři děti: - 1. Zikmund II. (1834–1900; č. 15) - 2. Valburga, provd. Hartigová (Walpurgis; 1829–1856; č. 10) - 3. Ludmila, provd. de la Fontaine und d'Harnoncourt-Unverzagt (1831–1915) |
| 13.     | 7.        | Zikmund I. Berchtold z Uherčic                      | 4. 2. nebo 5. 2. 1799 Buchlov               | Leopold I. František Berchtold z Uherčic (č. 9)                                                  | 23. 10. 1828 Konopiště: Ludmila Wratislavová z Mitrowicz (č. 12)                                                           | Pohřben v kryptě 28. 11. 1869.                                               | C. k. komoří, majitel buchlovského panství (1809–1856). Zastával pozici důstojníka královské uherské gardy a v letech 1848–1849 se aktivně zúčastnil uherské buržoazní revoluce, za což byl odsouzen k trestu smrti, ale na přímluvu své manželky byl trest změněn na doživotní domácí vězení na jeho panstvích. Na Buchlově uspořádal přírodovědné a historické sbíky. Klasicistní náhrobek Zikmunda I. i jeho manželky, která zemřela ve stejném roce, se nachází na evangelijní straně hlavního oltáře. |
| 13.     | 7.        | Zikmund I. Berchtold z Uherčic                      | 26. 11. 1869 Buchlov                        | Marie Johana z Magnis 1772 – 1814 Brno                                                           | 23. 10. 1828 Konopiště: Ludmila Wratislavová z Mitrowicz (č. 12)                                                           | Pohřben v kryptě 28. 11. 1869.                                               | C. k. komoří, majitel buchlovského panství (1809–1856). Zastával pozici důstojníka královské uherské gardy a v letech 1848–1849 se aktivně zúčastnil uherské buržoazní revoluce, za což byl odsouzen k trestu smrti, ale na přímluvu své manželky byl trest změněn na doživotní domácí vězení na jeho panstvích. Na Buchlově uspořádal přírodovědné a historické sbíky. Klasicistní náhrobek Zikmunda I. i jeho manželky, která zemřela ve stejném roce, se nachází na evangelijní straně hlavního oltáře. |
| 14.     | (8.)      | Josefína Gabriela z Trauttmansdorff-Weinsbergu      | 13. 6. 1835                                 | František Josef Ferdinand z Trauttmansdorff-Weinsbergu 19. 2. 1788 Brusel – 22. 8. 1870 Obříství | 8. 7. 1860 Obříství: Zikmund II. Berchtold z Uherčic (č. 15)                                                               | Pohřbena v rodinné hrobce 1. 4. 1894.                                        | Do rodiny věnem přinesla Peresznye v Uhrách. Zemřela na zánět plic. Porodila následující děti: - 1. Leopold II. (1863–1942; č. 17) - 2. Josefína, provd. Serényiová (1862–1888) |
| 14.     | (8.)      | Josefína Gabriela z Trauttmansdorff-Weinsbergu      | 28. 3. 1894 Vídeň                           | Josefina Károlyi de Nagy-Károlyi 7. 11. 1803 Vídeň – 9. 5. 1863 Vídeň                            | 8. 7. 1860 Obříství: Zikmund II. Berchtold z Uherčic (č. 15)                                                               | Pohřbena v rodinné hrobce 1. 4. 1894.                                        | Do rodiny věnem přinesla Peresznye v Uhrách. Zemřela na zánět plic. Porodila následující děti: - 1. Leopold II. (1863–1942; č. 17) - 2. Josefína, provd. Serényiová (1862–1888) |
| 15.     | 8.        | Zikmund II. Berchtold z Uherčic                     | 6. 2. 1834 Buchlov                          | Zikmund I. Berchtold z Uherčic (č. 13)                                                           | 8. 7. 1860 Obříství: Josefína Gabriela z Trauttmansdorff-Weinsbergu (č. 14)                                                | Pohřben v rodinné hrobce 26. 3. 1900.                                        | C. k. komoří (1862), tajný rada (1884), člen uherské Sněmovny magnátů, poslanec Moravského zemského sněmu, poslanec Říšské rady (1879–1899), komandér Leopoldova řádu (1877), nositel papežského Řádu svatého Řehoře Velikého, majitel statků Buchlov (1856–1900), Žeravice, Putnok, Velké Záblatí (dnes Trenčín) a Čičmany. Náhrobek Zikmunda II. a jeho manželky se nachází u postranního oltáře na levé straně. |
| 15.     | 8.        | Zikmund II. Berchtold z Uherčic                     | 19. 3. 1900 vila Bergudi u Rijeky           | Ludmila Wratislavová z Mitrowicz (č. 12)                                                         | 8. 7. 1860 Obříství: Josefína Gabriela z Trauttmansdorff-Weinsbergu (č. 14)                                                | Pohřben v rodinné hrobce 26. 3. 1900.                                        | C. k. komoří (1862), tajný rada (1884), člen uherské Sněmovny magnátů, poslanec Moravského zemského sněmu, poslanec Říšské rady (1879–1899), komandér Leopoldova řádu (1877), nositel papežského Řádu svatého Řehoře Velikého, majitel statků Buchlov (1856–1900), Žeravice, Putnok, Velké Záblatí (dnes Trenčín) a Čičmany. Náhrobek Zikmunda II. a jeho manželky se nachází u postranního oltáře na levé straně. |
| 16.     | 10.       | Adalbert Berchtold z Uherčic (také Béla či Vojtěch) | 13. 5. 1895 Paříž                           | Leopold II. Berchtold z Uherčic (č. 17)                                                          | | Pohřben v hraběcí hrobce 19. 1. 1906.                                        | Zemřel v deseti letech patrně na obrnu (podle matriky zemřelých apoplexia cerebri). |
| 16.     | 10.       | Adalbert Berchtold z Uherčic (také Béla či Vojtěch) | 16. 1. 1906 Waidhofen an der Ybbs           | Ferdinandine Károlyi de Nagy-Károly 4. 9. 1868 Stupava (Stomfa) – 26. 8. 1955 Vídeň              | | Pohřben v hraběcí hrobce 19. 1. 1906.                                        | Zemřel v deseti letech patrně na obrnu (podle matriky zemřelých apoplexia cerebri). |
| 17.     | 9.        | Leopold II. Berchtold z Uherčic                     | 18. 4. 1863 Vídeň                           | Zikmund II. Berchtold z Uherčic (č. 15)                                                          | 25. 1. 1893 Budapešť: Ferdinandine Károlyi de Nagy-Károlyi (zvaná Nandine) 4. 9. 1868 Stupava (Stomfa) – 26. 8. 1955 Vídeň | 1942                                                                         | Rakousko-uherský velvyslanec v Rusku (1906–1911), rakousko-uherský ministr zahraničí (1912–1915), vrchní hofmistr následníka trůnu (1915–1916) a nejvyšší císařský komorník (1916–1918), rytíř rakouského Řádu zlatého rouna (1912), majitel buchlovického statku (1900–1918/1942). Narodily se mu tři děti: - 1. Aloys (Alois; 1894–1977; pohřben na Vídeňském ústředním hřbitově) – dědic moravských statků, poslední soukromý majitel buchlovického velkostatku, jemuž byl majetek v roce 1945 na základě Benešových dekretů znárodněn. - 2. Adalbert (Vojtěch, Béla; 1895–1906; č 16) - 3. Sigismund III. (Zikmund; 1900–1979) – dědic uherských statků    |
| 17.     | 9.        | Leopold II. Berchtold z Uherčic                     | 21. 11. 1942 Peresznye u Šoproně            | Josefína Gabriela z Trauttmansdorff-Weinsbergu (č. 14)                                           | 25. 1. 1893 Budapešť: Ferdinandine Károlyi de Nagy-Károlyi (zvaná Nandine) 4. 9. 1868 Stupava (Stomfa) – 26. 8. 1955 Vídeň | 1942                                                                         | Rakousko-uherský velvyslanec v Rusku (1906–1911), rakousko-uherský ministr zahraničí (1912–1915), vrchní hofmistr následníka trůnu (1915–1916) a nejvyšší císařský komorník (1916–1918), rytíř rakouského Řádu zlatého rouna (1912), majitel buchlovického statku (1900–1918/1942). Narodily se mu tři děti: - 1. Aloys (Alois; 1894–1977; pohřben na Vídeňském ústředním hřbitově) – dědic moravských statků, poslední soukromý majitel buchlovického velkostatku, jemuž byl majetek v roce 1945 na základě Benešových dekretů znárodněn. - 2. Adalbert (Vojtěch, Béla; 1895–1906; č 16) - 3. Sigismund III. (Zikmund; 1900–1979) – dědic uherských statků    |